# Silvia Metzeltin
Silvia Metzeltin (* 1938 in Lugano) ist eine schweizerisch-italienische Geologin, Alpinistin, Expeditionsbergsteigerin und Autorin von Büchern und Dokumentarfilmen.

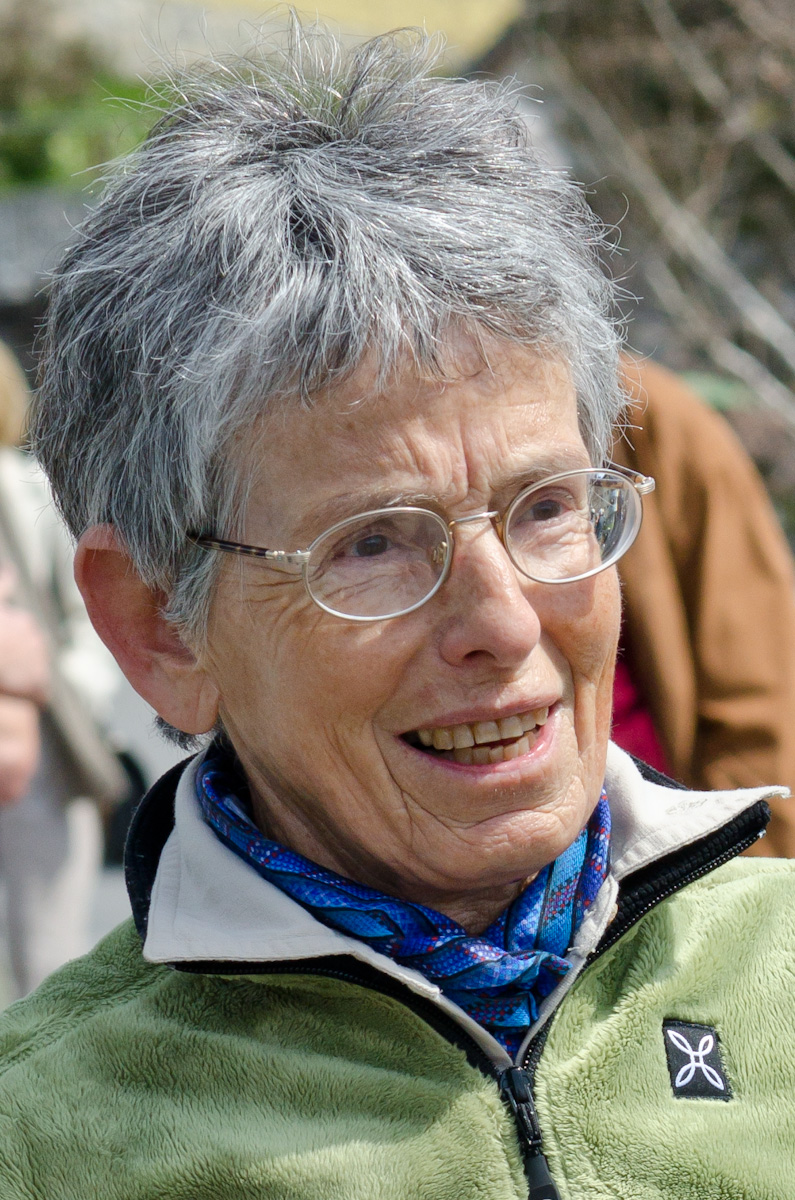
Silvia Metzeltin

## Leben
Silvia Metzeltin wurde in Lugano geboren, ihr Vater war Deutscher, ihre Mutter stammte aus Pula im heutigen Kroatien. Der Eisenbahningenieur Erich Metzeltin war ihr Großvater. Nach einer kaufmännischen Ausbildung studierte sie Geologie an der Universität von Mailand. Nach Abschluss des Studiums 1972 arbeitete sie während zehn Jahren als Assistentin am Geologischen Institut der Universität und promovierte. Anschliessend arbeitete sie als freie Journalistin für Radio Svizzera Italiana.
Mit vierzehn begann sie mit Klettern im Tessin, eine Passion, die sie mit ihrem italienischen Ehemann Gino Buscaini teilte. Auch als Seilerste gelangen ihr schwierigste Fels-, Eis- und kombinierte Routen und Erstbegehungen, u. a. in den Alpen, in den Dolomiten, im Himalaya (Zanskar und Garhwal), in den USA, in den Anden und in Patagonien. Nach Patagonien unternahm sie 16 Expeditionen. Mit ihrem Ehemann dokumentierte sie Geschichte, Geografie, Fauna, Flora und die Geschichte des Kletterns in Patagonien.
Silvia Metzeltin ist Mitglied des Club Accademico Italiano, des Österreichischen Alpenklubs, der Groupe de Haute Montagne, des Alpine Club und Rendez-vous Hautes Montagnes, einer internationalen Vereinigung von Bergsteigerinnen. Sie engagiert sich schon früh für die Emanzipation der Frauen für ethische Prinzipien im Alpinismus. Für den Club Alpino Italiano war sie Delegierte bei der UIAA.
Sie ist Autorin und Ko-Autorin zahlreicher Filme und Bücher, darunter ihre Autobiografie Alpinismo a tempo pieno. 1996 wurde sie mit dem King Albert Mountain Award geehrt.

## Werke (Auswahl)
- Alpinismo a tempo pieno. Dall’Oglio, Milano 1984.
- Geologia per alpinisti. Zanichelli, Bologna 1986.
- Patagonia: terra magica per alpinisti e viaggiatori. Mit Gino Buscaini. Dall’Oglio, Milano 1987.
- Dolomiti: il grande libro delle vie normali. Mit Gino Buscaini. Zanichelli, Bologna 1996.
- Patagonien: Traumland für Bergsteiger und Reisende. Mit Gino Buscaini. Bruckmann, München 1990.
- Dolomiten: die 100 schönsten Touren. Mit Gino Buscaini und Gaston Rébuffat. Carta, Pforzheim 1984–1988.